# Dinar Srpske Krajine
Dinar Srpske Krajine je naziv valute koja se koristila u samoproglašenoj Republici Srpskoj Krajini, točnije na hrvatskom teritoriju kojeg su za vrijeme Domovinskog rata okupirali Srbi potpomognuti snagama JNA.
Kako tzv. RSK nije bila međunarodno priznata država, tako ni valuta nije imala međunarodni ISO kôd. Novčanice dinara tiskane su u Beogradu (Srbija), iako je na novčanicama bio naznačen Knin, s godinama izdavanja 1993. i 1994. Kovanice nisu izdavane. Prednja i zadnja strana cijele serije novčanica bila je ista, a prva serija novčanica bila je u likovnom rješenju jednaka novčanicama Dinara Republike Srpske. Ove novčanice tiskane su na slabo zaštićenom papiru, a kako je inflacija dosezala velike stope tako su postojale novčanice od 50 milijardi dinara.
Novčanice "reformiranog dinara" puštene su u optjecaj 20. srpnja 1992. Stari jugoslavenski "konvertibilni dinari" (YUN) mijenjani su za krajinske "reformirane dinare" u omjeru 1:10. Novčanice su tiskane u apoenima od 10 do 10 milijardi dinara.
Novčanice "oktobarskog dinara" puštene su u optjecaj 1. listopada 1993. nakon denominacije u omjeru 1:1.000.000. Novčanice su tiskane u apoenima od 5000 do 50 milijardi dinara.
Novčanice "januarskog dinara" puštene su u optjecaj 1. siječnja 1994. nakon denominacije u omjeru 1:1.000.000.000. Novčanice su tiskane u apoenima od 1000 do 10 milijuna dinara.
Prema "Protokolu o uspostavi jedinstvenog monetarnog sustava na području SR Jugoslavije, Republike Srpske i RSK" od 15. veljače 1994., dinar Savezne republike Jugoslavije je uveden kao jedino službeno sredstvo plaćanja na području Republike Srpske Krajine, te je prekinuto tiskanje krajinskog dinara. Krajinske dinare nije bilo moguće zamijeniti za novouvedene dinare SRJ. 

## Vanjske poveznice
- Novci „Republike Srpske Krajine” 1991. - 1994.